# Anton Dolin
Antón Dolin fue el nombre artístico de Sydney Francis Patrick Healey-Kay (1904–1983), un bailarín de ballet y coreógrafo inglés.
Dolin nació en Slinfold en Sussex. Se unió a los Ballets Russes de Serguéi Diáguilev en 1921, fue bailarín principal desde 1924, y luego bailarín principal con el Vic-Wells Ballet en los años 1930.
Allí bailó con Alicia Markova, con quien fundaría el Markova-Dolin Ballet y el London Festival Ballet y con Olga Spesívtseva, una recordada Giselle.
Dolin escribió varios libros, entre ellos su autobiografía Ballet Go Round (1938) y Alicia Markova: Her Life and Art (1953).
Fue nombrado Caballero en 1981.